# 라치부시군

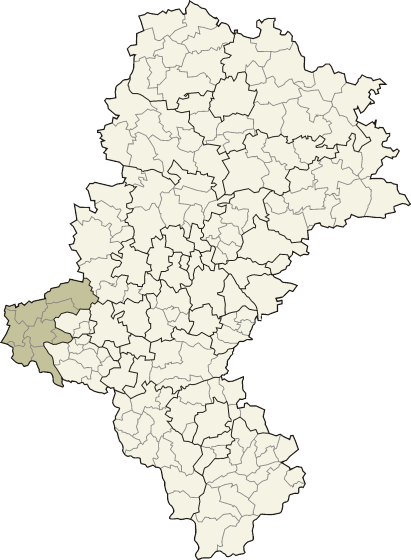
실롱스크주 지도에 표시된 라치부시군의 위치

라치부시군(폴란드어: powiat raciborski)은 폴란드 실롱스크주에 위치한 군으로 군청 소재지는 라치부시이며 면적은 543.98km2, 인구는 108,388명(2019년 6월 30일 기준), 인구 밀도는 200명/km2이다.
서쪽으로는 오폴레주 그우프치체군, 북쪽으로는 오폴레주 켕지에진코질레군, 북동쪽으로는 글리비체군, 동쪽으로는 리브니크시, 리브니크군, 보지스와프군과 접하며 남쪽으로는 체코와 국경을 접한다. 8개 지방 자치체(1개 도시, 2개 도시형 농촌, 5개 농촌)를 관할한다.

군기
군 문장